# Eiko Okamoto
Pour les articles homonymes, voir Okamoto.
Eiko Okamoto (岡本英子, Okamoto Eiko), née le 16 septembre 1964, est une femme politique japonaise, représentant la préfecture de Kanagawa à la Chambre des représentants du Japon pour le Parti démocrate japonais. 

## Jeunesse et carrière pré-électorale
Okamoto naît le 16 septembre 1964 à Yokohama, dans la préfecture de Kanagawa. Elle effectue des études d'économie à l'université nationale de Yokohama. Elle se sensibilise tôt à la politique pendant ses études, et devient rapidement la secrétaire parlementaire d'un membre de la Diète dès sa sortie de l'université.

## Carrière électorale
Elle rejoint le conseil municipal de Yokohama en 1995, poste qu'elle occupe jusqu'en 2009. Elle se présente lors des élections législatives de 2009 dans la troisième circonscription de la préfecture de Kanagawa, sous l'investiture du Parti démocrate du Japon. Elle remporte ces élections, et fait ainsi son entrée à la Diète du Japon, ainsi que ses débuts en politique nationale. Elle fait partie d'un groupe de politiciennes japonaises appelées les « Enfants d'Ozawa (ja) », et plus spécifiquement les « Filles d'Ozawa »,, des jeunes femmes politiques initiées à la politique par Ichirō Ozawa, président du PDJ jusqu'en 2009. Ce terme fait référence aux Enfants de Koizumi, équivalent du Parti libéral-démocrate au pouvoir jusqu'en 2009.
Dès 2012, elle prend ses distances avec son parti politique, sur fond de différends concernant la loi sur la taxe de consommation proposée par le premier ministre Yoshihiko Noda, qu'elle refuse de voter malgré les consignes de son parti. Restant proche d'Ichirō Ozawa, elle démissionne aux côtés de ce dernier et d'autres membres de sa faction pour manifester son opposition au gouvernement,.  
Dès 2012, Okamoto participe à la création d'un mouvement politique centré autour d'Ozawa, Priorité à la vie du peuple. Lors de la fusion de ce mouvement en novembre 2012 avec le Parti du futur du Japon, elle rejoint ce nouveau mouvement, qu'elle représente lors des élections législatives de 2012, où elle est candidate à sa réélection. Elle ne parvient néanmoins pas à être réélue, et perd son siège. 
Elle rejoint ensuite le Parti démocrate constitutionnel en 2020, et prépare les élections législatives de 2021 sous ses couleurs. Elle se présente cette fois dans la deuxième circonscription de la préfecture de Kanagawa, fief de l'ancien premier ministre Yoshihide Suga. Elle ne parvient pas à battre ce dernier, et ne gagne pas non plus de siège à la représentation proportionnelle. 

## Prises de position
Fortement opposée à la reprise des activités des centrales nucléaires japonaises, elle lutte contre l'utilisation de l'énergie nucléaire, qu'elle soit militaire ou civile.
Okamoto soutient également le maintien des femmes dans la famille impériale japonaise, même après leur mariage, ainsi que l'ascension d'une femme sur le trône de Chrysanthème.